# ملی‌گرایی مصری

پرچم مصر

ملی‌گرایی مصری یا ناسیونالیست مصری (به عربی: قومية مصرية) به ملی‌گرایی و تمدن مصر به شکل عمومی اشاره دارد و بر وحدت مردم مصر با چشم پوشی از نژاد یا دین تأکید دارد. مصری‌ها نخستین دولت ملی‌گرا را در ۳۱۵۰ سال قبل از میلاد تأسیس کردند و آثار به‌جا مانده از تمدن آن‌ها از زمان فرعونیان در اطراف نیل بین سال‌های ۱۹۲۰ و ۱۹۳۰ میلادی کشف شد. بیشتر حرکت‌های ابتدائی ملی‌گرای مصری در قرن ۱۹ میلادی، عنصر عربی یا مسئله عربی در آن وجود نداشت.